# Jaroměř (stacja kolejowa)
Jaroměř – stacja kolejowa w miejscowości Jaroměř, w kraju hradeckim, w Czechach. Położona jest na wysokości 260 m n.p.m. 

## Linie kolejowe
- linia 030: Jaroměř - Liberec
- linia 031: Pardubice - Jaroměř
- linia 032: Jaroměř - Trutnov